# 丸山和大
丸山 和大（まるやま かずとも、1984年 - ）は、日本の実業家、クリアソン代表取締役社長CEO、クリアソン新宿球団社長。

## 人物・経歴
1984年3月29日、神奈川県生まれ。
2002年3月、桐蔭学園高等学校卒業。高校ではサッカー部に所属し、全国大会出場。
2006年3月、立教大学経済学部経営学科卒業。大学ではサッカー愛好会に所属し、3年次に代表を務め、サークル日本一を達成。
2006年4月、伊藤忠商事株式会社入社、食品流通部門にてメーカー/卸/小売業との新規事業開発、商品開発、販売/マーケティングエージェント事業に従事。
2013年4月、株式会社Criacao創業、代表取締役社長CEO就任。「スポーツの価値を通じて、真の豊かさを創造し続ける存在でありたい」をミッションに掲げ、多方面で活躍する。